# 意大利设计-乔治亚罗公司
意大利设计-乔治亚罗公司（義大利語：Italdesign-Giugiaro S.p.A）是意大利一家汽車設計和工程公司，成立於1968年，總部設於都靈，隸屬於大众集团透過其子公司奧迪名下的兰博基尼，曾為歐亞多家汽車廠設計旗下汽車產品，包括大众、宝马、菲亞特、阿爾法羅密歐、兰博基尼、豐田、現代汽車等等。

## 歷史
公司由喬治亞羅（Giorgetto Giugiaro，1938年－）所創辦。喬治亞羅是意大利著名汽車設計師，曾於菲亞特車廠工作，後來於1968年與其他合夥人成立此公司，作為自家設計室。公司經營的汽車設計工程，包括了設計、機械、工程、測試等等項目。
一直以來世界不少汽車廠都有向此公司負責汽車設計項目，其中最早接觸的是德國的大众汽车。早於1970年代此公司已為大眾汽車設計出旗下暢銷車型──大众帕萨特。而最成功的則莫過於1974年的大众高尔夫和大众尚酷兩款車型。此後大眾一直都有通過此公司設計汽車。除此之外公司還常向宝马、豐田、法拉利、兰博基尼等等車廠負責汽車設計項目。
公司一直都是以喬治亞羅作主導，然而喬治亞羅近年因年事已高而退居幕後，並於2010年5月由大众集团透過其子公司奧迪名下的兰博基尼購入公司百分之九十股份，奧迪成為最大股東，並成為奧迪旗下主導的四大品牌之一。喬治亞羅家族目前仍持有部份股權。

## 設計車型

### 私家車
- 阿爾法羅密歐159
- 寶馬 M1
- 大众帕萨特
- 大众高尔夫
- 大众尚酷
- 雷克萨斯GS
- 瑪莎拉蒂Quattroporte
- 兰博基尼Marco Polo
- 兰博基尼Cala
- 法拉利GG50
- 現代Sonata
- 菲亞特Punto
- 寶馬Nazca C2
- 鈴木Fronte Coupe
- 鈴木SX4

### 商用車
- 鈴木Carry (第四代)
- 歐霸Daily

## 外部連結
- 官方網站 （页面存档备份，存于）